# Gudendorf
Gudendorf é um município do distrito de Dithmarschen, no estado de Schleswig-Holstein, Alemanha. Pertence ao Amt de Mitteldithmarschen.